# Greer Grammer
Kandace Greer Grammer (15 de fevereiro de 1992, Los Angeles, Califórnia) é uma atriz e ex-participante de concursos de beleza norte-americana. Ela se tornou conhecida pelo papel de Lissa Miller na série da MTV, Awkward.

## Início da Vida
Grammer nasceu em Los Angeles, California filha do ator Kelsey Grammer e da maquiadora Barrie Buckner. Seus pais nunca foram casados. Através de seu pai, ela possui três meia-irmãs: Spencer (nascida em 1993), Mason (nascida em 2001), e Faith (nascida em 2012) e dois meio-irmãos: Jude (nascido em 2004) e Gabriel (nascido em 2014). Ela foi criada primeiramente pela sua mãe em Malibu, California. Ela recebeu este nome em homenagem a atriz Greer Garson.
Grammer se mostrou apaixonada pelo teatro desde muito nova, participando de espetáculo desde os cinco anos de idade e também competindo em concursos de beleza. Ela frequentou a Idyllwild Arts Academy por dois anos, recebendo treinamento em um programa teatral. Ela se formou na University of Southern California em junho de 2014. Ela é também membro da irmandade Kappa Kappa Gamma.
Grammer foi a Miss Golden Globe em 2015 na 72° Premiação do Globo de Ouro.

## Concursos de beleza
Grammer participou de seu primeiro concurso em 2008, vencendo o título de Miss Teen Malibu. Ela passou a fazer parte do top 10 no concurso Miss California Teen. Ela competiu novamente durante os seguidos anos, sucessivamente conseguindo a coroa e novamente entrando para o Top 10 do estado. Em 2009, ela representou a região de Marina del Rey, ficando no Top 10 pelo terceiro ano consecutivo. That year, Grammer also held the title of Miss Regional California Teen 2011.
Grammer competiu no Miss California Teen 2011 representando Thousand Oaks. Se classificando entre as Top 10. Após sua competição, ela se retirou dos concursos de beleza.

## Carreira na atuação
O primeiro papel de Grammer foi participaando da série da Nickelodeon iCarly em 2010. Ela também atuou em filmes independentes como Almost Kings, Chastity Bites, e An Evergreen Christmas.
Em 2011, Grammer integrou o elenco como Lissa Miller na série de comédia da MTV, Awkward.. Ela iniciou como um papel recorrente nas primeiras duas temporadas, sendo promovida a uma das personagens principais na terceira, quarta e quinta temporada. Em 2015, Ela participou como McKenna em Melissa & Joey em três episódios da última temporada.
Foi anunciado em junho de 2015 que Grammer irá estrelar um filme original do Lifetime chamado Manson's Lost Girls, lançado em 2016. Em julho de 2015, foi anunciado que ela atuaria como Summer Roberts em The Unauthorized O.C. Musical, uma peça teatral adaptado do episódio piloto da série The O.C..
Em 2016, Grammer atuou em um papel recorrente da série da ABC The Middle, interpretando April, a namorada de Axl Heck.

## Filmografia
| Ano       | Título               | Papel              | Notas                                                                             |
| --------- | -------------------- | ------------------ | --------------------------------------------------------------------------------- |
| 2010      | iCarly               | Tancy              | 1 episódio                                                                        |
| 2011-2016 | Awkward.             | Lissa Muller       | Personagem recorrente (1° e 2° temporada); Personagem regular (3° a 5° temporada) |
| 2014      | Awkward. Webisodes   | Lissa Muller       | 1 episódio                                                                        |
| 2015      | Melissa and Joey     | McKenna Cederstrom | 3 episódios                                                                       |
| 2016      | Cocktails and Dreams | Katie              | 1 episódio                                                                        |
| 2016      | Rush Hour            | Destiny Lamb       | 1 episódio                                                                        |
| 2016-2017 | The Middle           | April              | 7 episódios                                                                       |
| 2017      | Foursome             | Marge              | Websérie do YouTube                                                               |
| 2021      | The Goldbergs        | Mandy              | 1 episódio                                                                        |

| Ano        | Título                   | Papel             | Notas                  |
| ---------- | ------------------------ | ----------------- | ---------------------- |
| 2010       | Almost Kings             | Sasha             |                        |
| 2013       | Chastity Bites           | Nicole            |                        |
| 2014       | Life Partners            | Mia               |                        |
| 2014       | An Evergreen Christmas   | Annabelle         |                        |
| 2016       | Manson's Lost Girls      | Leslie Van Houten |                        |
| 2016       | Emma's Chance            | Emma Bailey       |                        |
| 2017       | Altitude                 | Sadie             |                        |
| 2017       | Deadly Sorority          | Samantha Blake    |                        |
| 2019       | The Last Summer          | Christine Purdy   | Filme original Netflix |
| 2020       | Second Team              | Atriz #2          | Curta-metragem         |
| 2021       | Deadly Illusions         | Grace             |                        |
| 2021       | Roe v. Wade              | Sarah Weddington  |                        |
| a anunciar | Burning at the Both Ends | Juliet            |                        |
| a anunciar | Story Game               | Nicole            |                        |
| a anunciar | Deltopia                 | Allie             |                        |